# Kidane Tadese
Kidane Tadese Habtesilase (31 agosto 1987) è un mezzofondista eritreo.
Suo fratello Zersenay è a sua volta un atleta professionistico, primo sportivo eritreo ad aver vinto una medaglia olimpica e detentore di diversi record nazionali eritrei.

## Biografia
Nel 2005 si è piazzato in sedicesima posizione nella gara juniores dei Mondiali di corsa campestre; l'anno seguente si è invece piazzato in undicesima posizione nel medesimo evento, vincendo anche una medaglia di bronzo a squadre. Sempre nel 2006 ha partecipato anche ai Mondiali juniores, piazzandosi in sesta posizione nei 5000 m. Nel 2007 partecipa ai Mondiali di corsa campestre nella corsa lunga seniores, piazzandosi in ottantaseiesima posizione; l'anno seguente si piazza invece in ventiseiesima posizione.
Sempre nel 2008, partecipa anche ai Giochi olimpici di Pechino, piazzandosi in dodicesima posizione nei 10000 m con il tempo di 27'36"11 ed in decima posizione nei 5000 m con il tempo di 13'28"40.
Nel 2009 vince un bronzo a squadre ai Mondiali di corsa campestre, chiudendo in cinquantaseiesima posizione a livello individuale; in questo stesso anno partecipa ai Mondiali, nei quali ottiene un nono posto nei 10000 m con il tempo di 27'41"50; sempre ai Mondiali partecipa anche alla gara dei 5000 m, venendo eliminato al termine delle batterie. Nel 2010 partecipa nuovamente ai Mondiali di corsa campestre, piazzandosi in quindicesima posizione e vincendo la medaglia d'argento a squadre. Nel 2012 partecipa ai Campionati africani di corsa campestre, piazzandosi in sesta posizione.

## Palmarès
| Anno | Manifestazione               | Sede           | Evento         | Risultato | Prestazione | Note                                     |
| ---- | ---------------------------- | -------------- | -------------- | --------- | ----------- | ---------------------------------------- |
| 2005 | Mondiali di cross            | Saint-Étienne  | Corsa juniores | 16º       | 24'52"      |                                          |
| 2005 | Mondiali di cross            | Saint-Étienne  | A squadre      | 5º        | 82 p.       |                                          |
| 2006 | Mondiali di cross            | Fukuoka        | Corsa juniores | 11º       | 24'21"      |                                          |
| 2006 | Mondiali di cross            | Fukuoka        | A squadre      | Bronzo    | 44 p.       |                                          |
| 2006 | Mondiali juniores            | Pechino        | 5000 m piani   | 6º        | 13'51"60    |                                          |
| 2007 | Mondiali di cross            | Mombasa        | Corsa seniores | 86º       | 40'35"      |                                          |
| 2007 | Mondiali di cross            | Mombasa        | A squadre      | 4º        | 208 p.      |                                          |
| 2008 | Mondiali di cross            | Edimburgo      | Corsa seniores | 26º       | 36'25"      |                                          |
| 2008 | Mondiali di cross            | Edimburgo      | A squadre      | 4º        | 162 p.      |                                          |
| 2008 | Giochi olimpici              | Pechino        | 5000 m piani   | 10º       | 13'28"40    |                                          |
| 2008 | Giochi olimpici              | Pechino        | 10000 m piani  | 12º       | 27'36"11    |                                          |
| 2009 | Mondiali di cross            | Amman          | Corsa seniores | 56º       | 37'37"      |                                          |
| 2009 | Mondiali di cross            | Amman          | A squadre      | Bronzo    | 50 p.       |                                          |
| 2009 | Mondiali                     | Berlino        | 5000 m piani   | Batteria  | 13'30"85    |                                          |
| 2009 | Mondiali                     | Berlino        | 10000 m piani  | 9º        | 27'41"50    | Miglior prestazione personale stagionale |
| 2010 | Mondiali di cross            | Bydgoszcz      | Corsa seniores | 14º       | 33'50""     |                                          |
| 2010 | Mondiali di cross            | Bydgoszcz      | A squadre      | Argento   | 44 p.       |                                          |
| 2012 | Campionati africani di cross | Città del Capo | Corsa seniores | 6º        | 36'42"      |                                          |
| 2012 | Campionati africani di cross | Città del Capo | A squadre      | Argento   | 2h27'47"    |                                          |

## Altre competizioni internazionali
2005
- Oro alla Legua y Julio Rey ( Toledo), 5,5 km - 16'15"
- 4º al Cross Internacional de Soria ( Soria) - 26'44"
- 5º al Cross International de la Constitución ( Alcobendas) - 30'36"

2006
- Argento alla San Silvestre de Lerín ( Lerín), 7 km - 20'44"
- Bronzo al Cross International de la Constitución ( Alcobendas) - 32'21"
- Oro al Cross Nacional de Cantimpalos	( Cantimpalos) - 30'36"
- 9º al Cross Internacional Valle de Llodio ( Llodio) - 27'29"
- Oro al Cross Internacional de Granollers ( Granollers) - 27'13"

2007
- Argento alla Mezza maratona di Bangalore ( Bangalore) - 1h04'06"
- Oro alla Carrera de la Ciencia ( Madrid) - 28'51"
- Oro alla Carrera Nocturna ( Cordova) - 29'42"
- Oro alla Legua y Julio Rey ( Toledo), 5,5 km - 16'15"
- Oro al Memorial Jose Antonio Gutierrez ( Pámanes), 4,6 km - 13'16"
- 11º al Cross International de la Constitución ( Alcobendas) - 30'32"
- 8º al Cross Internacional Valle de Llodio ( Llodio) - 27'22"

2008
- Argento alla Carrera Urbana Noche de San Antón ( Jaén) - 29'27"
- Bronzo al Cross Fiestas de la Virgen ( Yecla) - 34'49"
- Bronzo al Cross International Venta de Baños ( Venta de Baños) - 31'55"
- Bronzo al Memorial Jesus Luis Alos ( Huesca) - 30'28"
- 12º al Cross Internacional Valle de Llodio ( Llodio) - 30'58"
- 5º al Cross International de la Constitución ( Alcobendas) - 29'22"

2009
- 5º al Cross Internacional de Soria ( Soria) - 30'54"
- Bronzo al Cross Internacional Zornotza ( Amorebieta-Etxano) - 32'02"
- 5º al Cross Internacional del Calzado ( Fuensalida) - 35'21"
- Argento al Cross Fiestas de la Virgen ( Yecla) - 31'53"
- 4º al Cross International de la Constitución ( Alcobendas) - 31'08"
- 5º al Memorial Jesus Luis Alos ( Huesca) - 30'22"
- Bronzo al Cross Internacional Valle de Llodio ( Llodio) - 29'20"

2010
- Argento alla Carrera Urbana Noche de San Antón ( Jaén) - 27'56"
- Argento al Cross Internacional Punta de Parayas ( Maliaño) - 31'17"
- 6º al Cross Internacional del Calzado ( Fuensalida) - 30'13"
- Bronzo al Cross International de la Constitución ( Alcobendas) - 30'09"
- Argento al Cross Internacional de Oeiras ( Oeiras) - 28'37"
- Bronzo al Cross de Atapuerca ( Atapuerca) - 24'43"

2011
- 4º al Cross Internacional del Calzado ( Fuensalida) - 39'39"
- Oro al Memorial Jesus Luis Alos ( Huesca) - 31'05"
- Oro al Cross International de la Constitución ( Alcobendas) - 30'10"
- Argento al Cross Internacional Valle de Llodio ( Llodio) - 29'17"
- Argento al Cross de Atapuerca ( Atapuerca) - 27'22"

2012
- Oro alla Carrera en Ruta Desde Santurce a Bilbao ( Santurtzi), 15 km - 47'53"
- 11º alla World's Best	10 km ( San Juan) - 29'46"
- Bronzo alla San Silvestre de Crevillentina ( Crevillent) - 29'57"
- Oro al Gran Premio Cáceres de Campo a Través ( Trujillo) - 31'22"
- 4º al Cross International de la Constitución ( Alcobendas) - 29'10"
- 9º al Cross de Atapuerca ( Atapuerca) - 28'42"

2013
- 4º alla HyVee Road Race ( Des Moines) - 28'42"
- Argento alla Carrera de la Ciencia ( Madrid) - 29'51"
- 10º al Cross Internacional de Soria ( Soria) - 31'20"
- 5º al Cross Internacional Zornotza ( Amorebieta-Etxano) - 32'47"

2014
- Bronzo alla Mezza maratona di Lanling ( Lanling) - 1h03'41"
- 7º alla Mezza maratona di Madrid ( Madrid) - 1h05'30"
- 4º alla Santa Pola 10 km ( Santa Pola) - 29'21"

2015
- 8º alla Mezza maratona di Valencia ( Valencia) - 1h01'16"
- Bronzo alla Mezza maratona di Riba-roja de Túria ( Riba-roja de Túria) - 1h04'10"
- 4º alla Mezza maratona di Madrid ( Madrid) - 1h04'11"
- Oro alla Carrera en Ruta Desde Santurce a Bilbao ( Santurtzi), 15 km - 45'07"
- Oro al Cross Internacional Ciudad de Valladolid ( Valladolid) - 30'58"